# Arbeitsgericht Lauenburg (Pommern)
Das Arbeitsgericht Lauenburg (Pommern) war ein Gericht der Arbeitsgerichtsbarkeit mit Sitz in Lauenburg (Pommern).

## Geschichte
Gemäß Arbeitsgerichtsgesetz vom 23. Dezember 1926 wurden in Deutschland Arbeitsgerichte gebildet. Diese waren nur in der ersten Instanz organisatorisch selbstständige Gerichte, die Landesarbeitsgerichte waren den Landgerichten zugeordnet. Am Landgericht Köslin entstand so 1927 das Landesarbeitsgericht Köslin als eines von zwei Landesarbeitsgerichten im Bezirk des Oberlandesgerichtes Stettin. In Lauenburg (Pommern) entstand das Arbeitsgericht Lauenburg (Pommern). Sein Sprengel umfasste die Bezirke der Amtsgerichte Bütow und Lauenburg (Pommern). Es bestand eine gemeinsame Kammer für Arbeiter und Angestellte und eine Kammer für Handwerk.
Nach der Besetzung Deutschlands durch die Alliierten wurden 1945 die Deutschen vertrieben und die Geschichte des Arbeitsgerichts Lauenburg (Pommern) endete.